# Jay Haviser
Jay Haviser (Bartow, 21 november 1955) is een Amerikaans archeoloog en antropoloog. Hij voerde archeologisch veldwerk uit op Sint Maarten en Curaçao. In 1996 kreeg hij de Cola Debrotprijs.

## Biografie
Jay Haviser behaalde een bachelor- en mastergraad aan de Florida State University en promoveerde in 1987 aan de Koninklijke Universiteit Leiden met een proefschrift getiteld Amerindian cultural geography on Curaçao. Zijn bevindingen vormen internationaal een belangrijkste basis voor de kennis over de prehistorie van deze eilanden.
Hij was een tijd lang onderzoeker aan de Universiteit Leiden en was vicevoorzitter van de International Association of Caribbean Archaeology. Hij is directeur van het St. Maarten Archeologisch Centrum (SIMARC).